# I'm Going Mad
«I'm Going Mad» es una canción de la banda alemana de hard rock y heavy metal Scorpions, publicada como sencillo en enero de 1972 por Brain Records e incluida como la pista inicial de su primer álbum de estudio Lonesome Crow (1972). Escrita por los cinco miembros de la banda de aquel entonces, al principio se grabó para la banda sonora de la película antidrogas alemana Das Kalte Paradies y una vez que firmaron con el sello Brain, la regrabaron para su disco debut. Al igual que los demás temas de Lonesome Crow, posee una mezcla de hard rock y rock psicodélico y en su gran mayoría es instrumental.

## Composición y grabación
Escrita por los cinco miembros de la banda de aquel entonces, Klaus Meine, Rudolf Schenker, Michael Schenker, Wolfgang Dziony y Lothar Heimberg,  «I'm Going Mad» es una de las canciones que se grabaron inicialmente para la banda sonora de la película antidrogas alemana Das Kalte Paradies. Después de que el sello CCA Records cancelara la publicación de un disco con algunas de esas pistas, Scorpions participó en un concurso de bandas cuyo premio era un contrato de grabación con Brain Records. Luego de ganarlo, en octubre de 1971 se reunieron con Conny Plank en los Star Studios de Hamburgo y la regrabaron para lo que sería su primer álbum de estudio Lonesome Crow de 1972.
«I'm Going Mad» difiere de las habituales canciones de la banda, porque posee «ritmos tribales de tambores, cánticos, guitarras distorsionadas y otros elementos» y en su gran mayoría es instrumental. El crítico Martin Popoff afirma que, al igual que el álbum, tiene una mezcla de sonidos que hacen recordar al primer álbum de Black Sabbath como también a The Amboy Dukes, debido a sus «acordes prácticos y estruendosos». El autor francés Guillaume Gaguet menciona que mezcla hard rock, rock progresivo, rock psicodélico y presenta un poco de jazz acentuado por el bajo sincopado de Heimberg. Además, Meine canta en crescendo una letra sin sentido escrita en un inglés de baja calidad.

## Lanzamiento
«I'm Going Mad» salió a la venta en enero de 1972 a través de Brain Records, como el único sencillo de Lonesome Crow y solo para el mercado alemán. Inicialmente, en 1970 CCA Records consideró publicarlo, pero como a su lado B «Action» le falta la pista de voz, el sello independiente canceló el proyecto. En 1997, dichas pistas figuraron en el recopilatorio Psycheledic Gems 2 editado solo en el mercado alemán. Para promocionarlo, en 1972 grabaron un videoclip que muestra a Scorpions interpretándola en una cantera abandonada a las afueras de Hannover. En él se aprecia a Michael Schenker tocando una Les Paul en vez de su clásica Flying V, como también a Klaus Meine con una poblada barba.

## Lista de canciones
| N.º | Título          | Escritor(es)                                      | Duración |  |
| 1.  | «I'm Going Mad» | Meine, R. Schenker, M. Schenker, Dziony, Heimberg | 3:21     |  |
| 2.  | «Action»        | Meine, R. Schenker, M. Schenker, Dziony, Heimberg | 3:54     |  |

## Músicos
- Klaus Meine: voz
- Michael Schenker: guitarra líder y coros
- Rudolf Schenker: guitarra rítmica y coros
- Lothar Heimberg: bajo y coros
- Wolfgang Dziony: batería y coros